# سترتهام (كامبريدجشير)
سترتهام (بالإنجليزية: Stretham)‏ هي قرية و أبرشية مدنية تقع في المملكة المتحدة في إنجلترا. يقدر عدد سكانها بـ 1,831 نسمة .

## المناخ
يظهر الجدول التالي التغييرات المناخية على مدار السنة لسترتهام:
| البيانات المناخية لـسترتهام       | البيانات المناخية لـسترتهام | البيانات المناخية لـسترتهام | البيانات المناخية لـسترتهام | البيانات المناخية لـسترتهام | البيانات المناخية لـسترتهام | البيانات المناخية لـسترتهام | البيانات المناخية لـسترتهام | البيانات المناخية لـسترتهام | البيانات المناخية لـسترتهام | البيانات المناخية لـسترتهام | البيانات المناخية لـسترتهام | البيانات المناخية لـسترتهام | البيانات المناخية لـسترتهام |
| الشهر                             | يناير                       | فبراير                      | مارس                        | أبريل                       | مايو                        | يونيو                       | يوليو                       | أغسطس                       | سبتمبر                      | أكتوبر                      | نوفمبر                      | ديسمبر                      | المعدل السنوي               |
| --------------------------------- | --------------------------- | --------------------------- | --------------------------- | --------------------------- | --------------------------- | --------------------------- | --------------------------- | --------------------------- | --------------------------- | --------------------------- | --------------------------- | --------------------------- | --------------------------- |
| متوسط درجة الحرارة الكبرى °م (°ف) | 7.0 (44.6)                  | 7.4 (45.3)                  | 10.2 (50.4)                 | 12.6 (54.7)                 | 16.5 (61.7)                 | 19.4 (66.9)                 | 22.2 (72.0)                 | 22.3 (72.1)                 | 18.9 (66.0)                 | 14.6 (58.3)                 | 9.9 (49.8)                  | 7.8 (46.0)                  | 14.1 (57.4)                 |
| متوسط درجة الحرارة الصغرى °م (°ف) | 1.3 (34.3)                  | 1.1 (34.0)                  | 2.9 (37.2)                  | 4.0 (39.2)                  | 6.7 (44.1)                  | 9.8 (49.6)                  | 12.0 (53.6)                 | 11.9 (53.4)                 | 10.1 (50.2)                 | 7.1 (44.8)                  | 3.7 (38.7)                  | 2.3 (36.1)                  | 6.1 (43.0)                  |
| معدل هطول الأمطار مم (إنش)        | 45.0 (1.77)                 | 32.7 (1.29)                 | 41.5 (1.63)                 | 43.1 (1.70)                 | 44.5 (1.75)                 | 53.8 (2.12)                 | 38.2 (1.50)                 | 48.8 (1.92)                 | 51.0 (2.01)                 | 53.8 (2.12)                 | 51.1 (2.01)                 | 50.0 (1.97)                 | 553.5 (21.79)               |
| المصدر: Met Office                |                             |                             |                             |                             |                             |                             |                             |                             |                             |                             |                             |                             |                             |